# ウアンボ州
ウアンボ州（ウアンボしゅう、ポルトガル語：Província do Huambo）は、アンゴラ中西部にある内陸の州である。州都はウアンボ。州名と州都名はポルトガル植民地時代にノバリスボアと呼ばれていたが、ポルトガルから独立後現在名に改称した。
アンゴラ国内最高点のセラモコ山 (高さは2619メートル) があり、山麓にコーヒー栽培や牧畜の場所もある。

## ムニシピオ
11のムニシピオに区分される。
- Bailundo
- Caála
- Ekunha
- ウアンボ
- Katchiungo
- Londuimbali
- Longonjo
- Mungo
- Tchicala Tcholohanga
- Tchindjenje
- Ukuma